# Dorothy Miles
Dorothy Squire, conocida como Dorothy Miles (Gales, 1931-1993) fue una poeta y activista sorda británica. Es reconocida como la fundadora moderna de la poesía en lengua de señas. Su obra poética, hecha inicialmente en inglés escrito, y más adelante en las lenguas de señas estadounidense (ASL) y de Inglaterra (BSL), mostró un nuevo modo de expresión estética del mundo sordo.

## Biografía
A la edad de 8 años, quedó sorda a consecuencia de una meningitis. Al momento de la enfermedad había adquirido el inglés como lengua materna, y desarrollado un afecto especial por la poesía inglesa, animada por su madre, que era maestra. Entre 1940 y 1950 asistió a dos escuelas para Sordos: la Royal School for the Deaf at Old Trafford en Mánchester y la Mary Hare Grammar School en Newbury. En ambas se insistía en el aprendizaje del inglés, y desestimaban el uso de la lengua de señas.
Tanto su condición de ensordecida poslingüística, como la filosofía de las escuelas que atendió, la predispusieron en esos primeros años contra el uso de la lengua de señas. Solamente más tarde, cuando comenzó con su vida laboral como asistente en un hogar para mujeres sordas en Blackburn, se convirtió en una usuaria de la lengua de señas inglesa.

### Estudiante en Gallaudet
En 1957 recibió una beca de la Asociación Británica de Sordos para estudiar en la Universidad de Gallaudet, en Washington D. C., Estados Unidos. Allí se inscribió para cursar Lengua Inglesa y Psicología. Su experiencia académica le hizo ver la pobreza de la educación recibida por los sordos en Inglaterra, que se orientaba únicamente al aprendizaje de oficios menores, en comparación con las posibilidades ofrecidas por la universidad. En su tiempo en Gallaudet escribió poesía y drama, y escenificó varias obras de teatro como actriz (lo que le mereció varios reconocimientos). En 1961 obtuvo su licenciatura y volvió a Inglaterra por un breve tiempo.
Ese mismo año regresó a Estados Unidos, donde trabajó como maestra de niños sordos. En 1967 se enroló en la Compañía Nacional de Teatro Sordo, donde descubrió la dimensión estética de la lengua de señas (LSA). A partir de su trabajo con esa compañía comenzó a hacer poesía que mezclaba elementos del inglés y de la ASL. Su trabajo se distanció pronto de las propuestas seguidas por la compañía, pues estas trabajaban más sobre la base de interpretaciones de textos poéticos ingleses a través de bellas escenificaciones de pantomima (acompañadas por la lectura simultánea de los textos en inglés), y se alejaban de la cotidianidad de la ASL.

### Trabajo con la Compañía Nacional de Teatro Sordo (EE. UU.)
Las escenificaciones de la compañía estaban dirigidas más bien a un público oyente que a uno sordo. Miles consideraba que podría producirse una poesía «más sorda», es decir, más cerca de la ASL que del inglés y la pantomima. Para Miles, una poesía como esa haría posible atraer al público Sordo con producciones estéticas más cercanas a su cultura y, al mismo tiempo, seducir a la audiencia oyente a través de la belleza natural y la expresividad de las lenguas de señas.
En 1967 dejó la Compañía Nacional de Teatro Sordo y comenzó a trabajar como docente en la Universidad de California, donde promovió la fundación de una carrera en artes escénicas para sordos. Allí comenzó a colaborar con Ursula Bellugi y Edward Klima, quienes realizaron el análisis lingüístico de varias de sus producciones poéticas. Miles realizó y publicó también, en esos años, varios videos con traducciones a la ASL de poesía inglesa.

### Activismo
En 1977 regresó a Inglaterra y se unió al trabajo de la Unión Nacional de Sordos de Londres. Una de sus primeras actividades fue producir series de televisión de la BBC para la enseñanza de la lengua de señas, lo que fue seguido por la elaboración de manuales escritos: su manual BSL, A beginner´s guide, cuyo prólogo fue escrito por Diana de Gales, fue un superventas en la década de los 80, y popularizó enormemente el aprendizaje de la BSL en Inglaterra. Su trabajo de esos años incluyó también la traducción, a la BSL, de varios de sus poemas en ASL.
En los años 90, Dorothy Miles era un símbolo viviente para la comunidad sorda de Inglaterra. Varios de sus conocidos hacen referencia a que ella veía como una paradoja esa fama, que le había sido provista con la sordera. De no haber quedado sorda, decía Dorothy, no hubiera probablemente llegado a ser una reconocida poetisa, ni nada diferente a una simple secretaria como hay muchas miles en Inglaterra.
Su trabajo como activista estuvo siempre consagrado a tender puentes para la comunicación entre los Sordos y los oyentes. Ella misma constituía un canal entre ambos. Su obra poética, hecha tanto en inglés como en dos lenguas de señas, estaba consagrada a ese fin, según ella misma afirmó en distintas entrevistas.
En 1993, en medio de una crisis depresiva, se quitó la vida arrojándose desde el segundo piso del apartamento donde vivía. En honor suyo se denominó, poco después, el Centro Cultural Dorothy Miles, ubicado en la localidad de Guilford, en Inglaterra, y desde el cual se promueve la enseñanza de la BSL y la comunicación entre los mundos sordo y oyente.